# Alanna Kennedy
Alanna Kennedy (født 21. januar 1995 i Campbelltown, Australien) er en kvindelig australsk fodboldspiller, der spiller som forsvar for den amerikanske topklub Orlando Pride i National Women's Soccer League og Australiens kvindefodboldlandshold.
Hun har tidligere spillet for Sydney FC i flere omgange, samt Perth Glory og Western Sydney Wanderers i den australske W-League. Hun har også tidligere spillet for amerikanske Western New York Flash.
Hun debuterede på A-landsholdet i 2012 og sit første landskampmål d. 2. marts 2016 mod Vietnam, ved OL-kvalifikation 2016. Hun deltog også under VM 2015 i Canada, VM 2019 i Frankrig og ved Sommer-OL 2016 i Rio de Janeiro.